# Cmentarz żydowski w Dubience
Cmentarz żydowski w Dubience – kirkut społeczności żydowskiej niegdyś zamieszkującej Dubienkę. Nie wiadomo dokładnie kiedy powstał, być może już w XVI wieku. Znajdował się w południowo-zachodniej części miejscowości, przy obecnej ulicy Piaski. Został zniszczony podczas II wojny światowej. Obecnie na nieogrodzonym terenie brak jest zachowanych macew.